# Institut uruguayen de météorologie
L’Institut uruguayen de météorologie (espagnol : Instituto Uruguayo de Meteorología ou INUMET) est l'organisme uruguayen chargé de fournir des services météorologiques et climatologiques publics, ainsi que l'autorité météorologique aéronautique du pays en application de la Convention de l'aviation civile internationale (OACI). Il fait partie de l'Organisation météorologique mondiale (OMM).

## Histoire

### Début de la météorologie en Uruguay

Observatoire municipal du Prado en 1907.

En 1882, Luigi Giuseppe Lasagna, fondateur et directeur du collège salésien Pío IX, installe le premier observatoire météorologique et climatologique de Montevideo dans le quartier de Villa Colón. En 1886, Luis Morandi, professeur de sciences météorologiques et originaire d'Italie, fut nommé directeur de l'Observatoire du collège. Il a commencé à mettre sur pied un vaste réseau de stations météorologiques dans tout le pays afin de créer une organisation technique et officielle.
Le 5 juillet 1895, une nouvelle station météorologique commença à fonctionner dans la Vieille Ville, près de la baie de Montevideo, et sa mission fut de réaliser des études climatologiques pour la rénovation portuaire. En 1901, l'Observatoire municipal du Prado est fondé et entre 1902 et 1910 les premières études aérologiques en Amérique du Sud sont entreprises avec des cerfs-volants puis des ballons-sondes à hydrogène.
En 1905, l'Institut National Physico-Climatologique fut fondé et le Service de la pluviométrie journalières, disposant déjà de nombreuses stations, y a été intégré. Parallèlement, l'Institut National de Prévision Météorologique est fondé au sein de la Faculté des Lettres et des Sciences de l'université de la République, dirigé par le professeur Hamlet Bazzano qui s'est distingué par son intérêt pour la recherche sur l'Antarctique.

### Création d'un service national
En 1920, le Service météorologique de l'Uruguay fut créé à partir du service de la Faculté des sciences humaines et des sciences. Deux météorologues de ce service, les professeurs Eleazar Giuffra et Juan María Bergeiro ont commencé à utiliser de nouvelles techniques de prévision météorologique basées sur l'analyse synoptique du modèle norvégien et des statistiques climatologiques. Tout cela a grandement profité au secteur agricole, à la navigation maritime et au domaine naissant de l'aviation.
En 1934, le Service a été mis sous la direction du ministère de la défense nationale. Le 13 octobre 1944, l'École de météorologie de l'Uruguay a été créée au sein du Service, chargée de la formation des ressources humaines nationales dans le domaine technico-météorologique. En 1950, le Service météorologique uruguayen a rejoint la nouvelle Organisation météorologique mondiale (OMM) en tant que membre, tandis qu'il a commencé à fournir des services aux vols à l'aéroport international de Carrasco.
Après l'approbation de la nouvelle constitution en 1967, le Service météorologique de l'Uruguay a été rebaptisé Direction générale de météorologie. Et 1979, le gouvernement de la dictature militaire de l'Uruguay a de nouveau changé de nom pour s'appeler Direction nationale de la météorologie (DNM).

### Création de l'INUMET
Le 25 octobre 2013, la loi no 19158 crée l'Institut national de météorologie (INUMET) sous la direction de ministère du Logement, de l'Aménagement du territoire et de l'Environnement. Elle lui accorde plus d'autonomie pour le développement de son activité publique que pour son prédécesseur, la Direction nationale de la météorologie, qui dépendait du ministère de la Défense.

## Mandat
Selon l'article 2 de la loi, l'objectif d'INUMET est de fournir des services  météorologiques et climatologiques au public, soit observer, enregistrer et prévoir le temps et le climat sur le territoire national et les zones océaniques adjacentes et autres zones d'intérêt, conformément aux conventions applicables, dans le but de contribuer à la sécurité des personnes et des biens et le développement durable de la société ; coordonner les activités météorologiques de toute nature dans le pays et représenter l'Uruguay auprès des organisations internationales de météorologie, ainsi que respecter les obligations assumées par le pays devant celles-ci.